# Brillantes
Pour plus de détails, voir Fiche technique et Distribution.
Brillantes est une comédie dramatique française réalisée par Sylvie Gautier et sortie en 2022.

## Synopsis
Le rachat de l'entreprise pour laquelle elle travaille met en péril la vie de Karine, femme de ménage, et de son fils de 17 ans, Ziggy.

## Fiche technique
- Titre original : Brillantes
- Réalisation : Sylvie Gautier
- Scénario : Sylvie Gautier
- Musique : Alex Aledji
- Photographie : Yoan Cart
- Montage : Anne-Marie Sangla
- Décors : Alain Jacques
- Costumes : Elisabeth Mehu
- Production : Stéphanie Douet
- Société de production : Sensito Films
- Société de distribution : Alba Films
- Pays de production :  France
- Langue originale : français
- Format : couleur — 2,35:1
- Genre : comédie dramatique
- Durée : 103 minutes
- Dates de sortie :
  - France : 7 novembre 2022 (Festival d'Arras) ; 18 janvier 2023 (sortie nationale)

## Distribution
- Céline Sallette : Karine
- Thomas Gioria : Ziggy
- Camille Lellouche : Adèle
- Souad Amidou : Maryse
- Eye Haïdara : Djamila
- Julie Ferrier : la cheffe
- Jérémie Poppe : le patron
- Bruno Salomone : Bruno
- Diane Vassallo : Lili
- Gilles Guérin : Momo
- Thibault Villette : le conducteur
- Catherine Swartenbroekx : la secrétaire